# Météo für nada
Albums de Hubert-Félix Thiéfaine
Alambic / Sortie Sud
(1984) Eros über alles
(1988)
Météo für nada est le septième album d'Hubert-Félix Thiéfaine.
L'album est certifié disque d'or en France.

## Pistes
Tous les titres sont signés H.F.Thiéfaine/C.Mairet sauf * H.F.Thiéfaine/H.F.Thiéfaine-C.Mairet et ** H.F.Thiéfaine/H.F.Thiéfaine.
1. Dies olé sparadrap Joey - 4:50
2. Zone chaude, môme * - 3:35
3. Precox ejaculator - 4:25
4. Narine narchande ** - 1:30
5. Affaire Rimbaud * - 3:20
6. Bipède à Station Verticale - 3:50
7. Sweet amanite phalloïde queen - 3:58
8. Diogène série 87 - 5:30
9. Errer humanum est * - 4:15

## Crédits
- Chant : Hubert-Félix Thiéfaine
- Guitares : Claude Mairet
- Trompette : Thierry Caens
- Claviers : François Duche
- Basse : Michel Galliot
- Batterie : Alain Gouillard
- Chœurs : Lili Davis, Claude Chauvet, Valérie Denis, Luce Scoccimarro, C. Mairet
- Fanfare : musique municipale de Chenove dirigée par Léon Weber